# Бек-Булат
Бек-Булат (тат.Бәк-Булат), — астраханский царевич на службе у русского царя Ивана Васильевича. Сын Бахадурхана, сына Ахмат-хана, правившего Большой Ордой, потомок Чингисхана.

## Биография
В родословной книге о нем значилось: «Из рода большие Орды царей». Отец Симеона Бекбулатовича — касимовского хана, «великого князя всея Руси». В 1558 году Иван IV пригласил его из Ногайской орды к себе на службу. В 1563 году участвовал в военном походе под Смоленском:

«Марта ж в 25 день, царь и великий князь Иван Василевич всеа Русии с Жигимонтом Августом королём, додржав перемирие, по перемирным грамотам, до Благовещениева дни, и за королево неисправление послал в Литовскую землю рать свою, а велел Шигалею царю отпустити и Смоленска царевича Ибака, да царевичя Тахтамыша (брат Бекбулата), да царевича Бекбулата».
«А пришел государь в Можаеск декабря в 5 день, а с ним царь… А царевичи, Тахтамыш царевич, Бек-Булат… збиралися по розным местом, в Боровску, в Ярославце, в Колуге, в Русе, на Волоце, в Холму и по иным по многим городом, а велел всем воеводам со всеми людми итти в Лукам и быти на Луках на Крещение Христово».
«Того же зимы, декабря в 17 день, царь и великий князь пошол из Можайску в Торопец, а из Торопца к Лукам, а на Луки пришел января в 5 день… А царевичи, Тахтамыш царевич и Бек Булат царевич, и иные царевичи, и царевы и великого князя бояре и воеводы со всеми людми на тот срок на Луки же пришли».
«Января в 17 день, в неделю, поход царя государя и великого князя с Лук. А шел государь с Лук к Полотцку по полкам. Со царем же и великим князем в полку царь… Да в большом полку князь…, а с ним сеит и князи и мурзы и казаки…В передовом полку царевич Тахтамыш да царевич Бекбулат».

Умер в 1566 году. Женат на старшей дочери Темрюка Идарова, княжне Алтынчач.